# Dobrovits Károly
Dobrovits Károly (Pozsony, 1838. december 4. – Selmecbánya, 1873. június 24.) magyar királyi bányakerületi vegyelemző.

## Élete
Apja Dobrovits Mihály pozsonyi városi főbíró volt, testvéröccse pozsonyligetfalvai dr. Dobrovits Mátyás, a pozsonyi állami kórház főorvosa, királyi tanácsos. Dobrovits Károly középiskoláit szülővárosában végezte; 1859–1860-ban a selmeci bányászakadémiának rendes bányászhallgatója volt. 1861-ben császári és királyi bányagyakornokká nevezték ki s a zsarnócai fémkohóhoz osztották be. 1871-ben királyi vegyelemzőnek nevezték ki Selmecbányára, ahol 1873-ban meghalt.

## Művei
Bányászati és földtani cikkei a Berg- und Hüttenm-Jahrbuchban (Leoben, XVII. 1868. Kaolin vom Kronprinz Ferdinand Erbstollen bei Schemnitz untersucht, Göldisches Silbererz vom Schemnitzer Franz-Schachte untersucht, Rohlech von der Silberhütte zu Kremnitz in Ungarn untersucht, Ordinärer Herd von der Silberhütte zu Kremnitz in Ungarn untersucht, Ordinärer Herd von der Silberhütte zu Neusohl in Ungarn untersucht) jelentek meg. Legjelesebb munkája: A tűzi arany-ezüst kémle pontossága fölötti kisérletekről (Bányászati s Kohászati Lapok 1870).
Kitűnő analízisei által a selmeci fémkohóüzletet tudományos alapokra fektette; összes e szakba vágó feltevéseit a selmeci kohóüzletnek 14 évi eredményei pontról pontra igazolták.